# Relaciones Chile-España
La República de Chile y el Reino de España mantienen excelentes relaciones caracterizadas por un alto
nivel de entendimiento mutuo, con independencia de sus respectivos cambios políticos. También comparten su pertenencia al sistema de Cumbres Iberoamericanas.

## Historia

### Conquista española

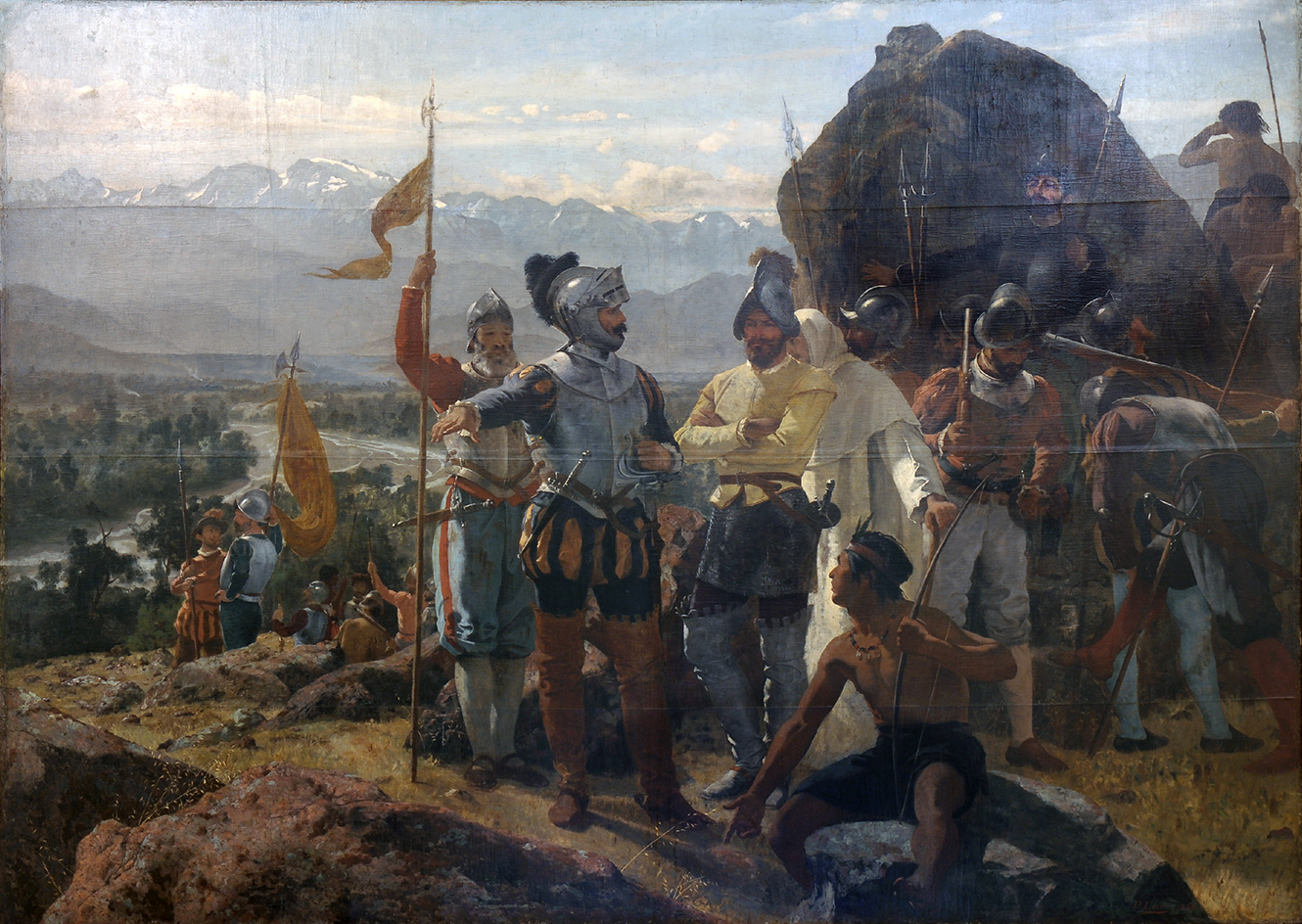
Conquistador español Pedro de Valdivia fundando la ciudad de Santiago de Chile.

Durante el siglo XVI, los conquistadores españoles, con ayuda de los indios auxiliares, comenzaron a conquistar el actual territorio chileno, habitado por otros pueblos indígenas hasta antes de su llegada, convirtiéndolo en provincia desde 1540, cuando Pedro de Valdivia inicia su expedición al territorio que bautizó como «Reino de Nueva Extremadura» o, posteriormente, como «Reino de Chile».

### Independencia
Tras una serie de cambios políticos iniciados en 1810, Chile declaró su independencia en 1818, sucediéndose una serie de acontecimientos hostiles en el contexto de las guerras de independencia hispanoamericanas. Finalmente el 24 de abril de 1844, España reconoce oficialmente la total independencia de Chile con la celebración del «Tratado de Paz y Amistad entre España y la República Chilena», nombrando como primer ministro plenipotenciario en Santiago a Salvador de Tavira. Entre los años 1865 y 1866, fue suscitada la guerra hispano-sudamericana, un conflicto bélico que involucró a Chile, Perú, Bolivia y Ecuador contra España.

### Post independencia

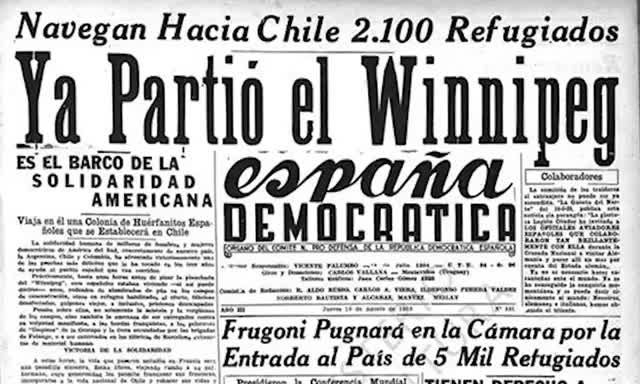
Portada del diario Uruguayo "España Democrática", informando la partida del barco Winnipeg que traía refugiados españoles a Chile en 1939.

Durante la guerra civil española (1936-1939), poeta y Premio Nobel chileno, Pablo Neruda fue cónsul en Madrid. Neruda fue testigo de primera mano de las batallas de la guerra y escribió sobre ello en su libro titulado España en el corazón. En 1939, Neruda fue nombrado cónsul en París para la emigración española a Chile. En París, con el apoyo del gobierno chileno, Neruda organizó un barco llamado SS Winnipeg para transportar a 2.100 inmigrantes españoles, muchos de ellos republicanos, a Chile. Después de la guerra, en abril de 1939, Chile reconoció al gobierno de Francisco Franco.
De 1970-1973, las relaciones entre el gobierno socialista de Salvador Allende y el anticomunista Francisco Franco fueron amistosas, y en 1972 Franco invitó a Allende a visitar España. Sin embargo, Allende rechazó la oferta. Poco después del golpe de Estado en Chile de 1973, que vio la remoción de Salvador Allende, Franco reconoció la dictadura militar de Augusto Pinochet como gobierno legítimo. En noviembre de 1975, Francisco Franco falleció y Pinochet fue el único jefe de Estado extranjero que asistió a su funeral.

En marzo de 1990, Pinochet transfirió el poder al recién elegido presidente Patricio Aylwin, y en octubre, los reyes españoles, Juan Carlos I y Sofía de Grecia, realizaron su primera visita oficial a Chile, cuando anunciaron la construcción del parque de los Reyes en Santiago como un regalo al país. Los reyes visitarían Chile en varias ocasiones después. 

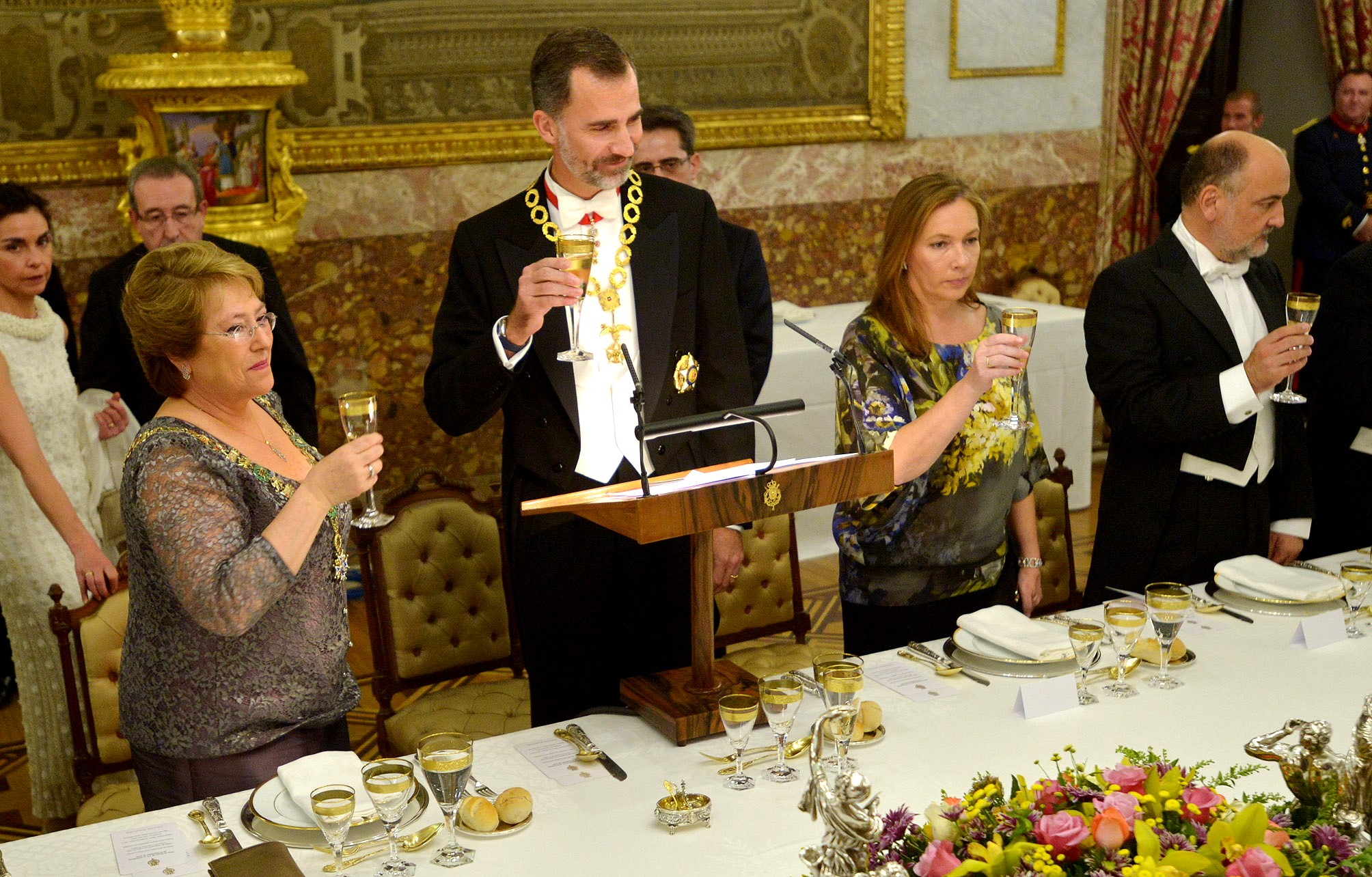
Cena de Gala de Sus Majestades de España en honor a la presidenta Michelle Bachelet.

La crisis económica española de 2008, provocó una nueva oleada de inmigrantes españoles que ha recalado en Chile, del mismo modo, chilenos residentes en España han optado por retornar a su país. La colonia chilena en España se consagra dentro de las diez mayores diásporas de chilenos en el mundo y la segunda de Europa (luego de la colonia residente en Suecia). 
Usualmente, la sociedad actual chilena demuestra un gran aprecio por la gente española o aquello que esté relacionado con España (sobre todo recientemente en la juventud chilena) ya que se les ve comúnmente a los españoles como una sociedad agradable y atractiva que complementa bien a la chilena, además de que se le considera a España un país rico en cultura y de prestigio. España también ha sido vista como un socio estratégico para Chile en la UE.
Entre las décadas de los años 2000 y 2010, antes de que se produjera el estallido social en Chile, ambos países fueron considerados ejemplos de amistad sólida con la que se compartía un futuro común, debido a sus aperturas económicas y solidez institucional. Por otra parte, ambos países comparten visiones del mundo muy parecidas, tanto en lo que se refiere a los problemas globales como a los procedimientos para enfrentarlos, y las relaciones son estables ya que no dependen en lo esencial de quien gobierne en cada país. Las empresas españolas tienen una enorme presencia en Chile. España es uno de los principales inversores en Chile y estas son de todos los tamaños y en todos los sectores. Además, la Unidad Militar de Emergencias (UME) contribuyó al control de los incendios forestales en Chile.

## Cooperación cultural

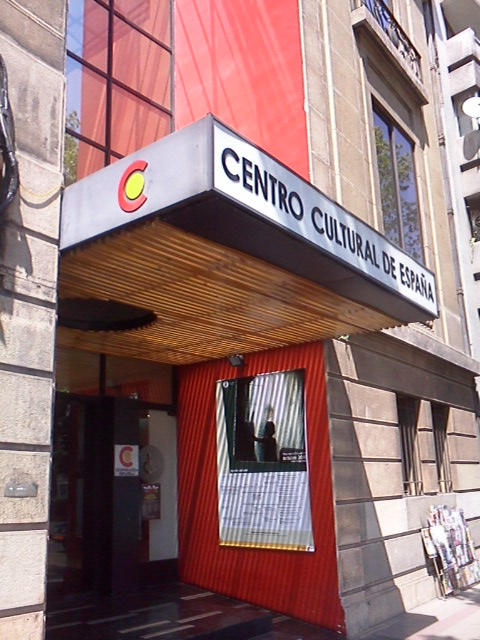
Centro Cultural de España en Santiago.

Los contactos en el ámbito cultural son constantes. Las relaciones en el mundo teatral, la literatura, las academias de la lengua o las universidades son uno de los sectores más dinámicos en los últimos diez años, y son numerosos los estudiantes de uno y otro lado del Atlántico que pasan temporadas de estudio o en España o en Chile. La firma del Tratado de Reconocimiento de Títulos Universitarios facilitó aún más la relación educativa. Además, Chile cuenta con un Centro Cultural de España en Santiago.
En 2007, se constituyó el hermanamiento entre las ciudades de Plasencia (España) y Santiago (Chile) como celebración del quinto centenario del nacimiento de Inés Suárez, destacando su importante hito como precursora del protagonismo de la mujer y la igualdad de oportunidades en América del Sur, y abriendo grandes posibilidades en el campo de la industria, el turismo o la cultura. También están hermanadas las ciudades de Benidorm (España) y Viña del Mar (Chile), ambas reconocidas como "capitales turísticas".

## Relaciones comerciales
Las relaciones económicas entre ambos países son sólidas y constantes, habiendo sido consolidadas tras el Acuerdo de Asociación entre Chile y la Unión Europea en febrero de 2003, tras lo cual han exhibido un flujo creciente de comercio, inversiones y turismo. Así, a 2015 España era el 17° destino de las exportaciones chilenas, con un 1,5% del total de exportaciones, mientras que España era el 10° proveedor de bienes importados por Chile. En turismo, España es el país europeo más visitado por los turistas chilenos, mientras que Chile recibió 56.971 turistas españoles en 2012, ocupando el tercer lugar de turistas europeos en el país (luego de los alemanes y franceses).
El intercambio comercial entre ambos países ascendió en 2023 a los 3 040 millones de dólares estadounidenses, lo que supuso un -1,8% de crecimiento promedio anual en los últimos cinco años. Los principales productos exportados por Chile fueron minerales y concentrados de cobre, cátodos de cobre y mejillones preparados, mientras que España exportó mayoritariamente furgones, conductores eléctricos y generadores fotovoltaicos.

## Organizaciones multilaterales
Ambos países son miembros de pleno derecho de la ABINIA, la ASALE, la AICO, la BIPM, el CAF, la CEI, la CEPAL, el CERLALC, la COMJIB, la COPANT, Eureka, la FELABAN, la Fundación EU-LAC, el IICA, la OCDE, la OEI, la OISS, la OIJ, la ONU y la SEGIB.

## Acuerdos bilaterales
Ambas naciones han firmado numerosos acuerdos, como un Convenio sobre la Doble Nacionalidad lo cual permite adquirir la nacionalidad chilena o española por parte de sus ciudadanos sin hacer renuncia a la de origen, conservando los derechos y ventajas de las dos legislaciones (1958); Tratado de Amistad y Cooperación (1990); Acuerdo de Cooperación Antártica (1993); Acuerdo sobre la Seguridad Social (1998); Memorando de Entendimiento entre el Ministerio de Defensa de España y el  Ministerio de Defensa Nacional de Chile sobre la participación conjunta de personal y unidades militares en Operaciones de Paz (2003); Memorándum de Entendimiento sobre cooperación científica y tecnológica (2003); Acuerdo de transporte aéreo (2007); Acuerdo de Cooperación en la lucha contra el crimen y la seguridad (2014); Acuerdo de Cooperación Turística (2015); Memorando de Entendimiento sobre Cooperación en materia de Bio-seguridad y Bio-Custodia (2017); Acuerdo de reconocimiento mutuo de títulos universitarios (2017) y un Memorando de entendimiento sobre cooperación en ciberseguridad (2018).

## Misiones diplomáticas residentes
- Chile tiene una embajada y un consulado-general en Madrid y un consulado-general en Barcelona.[26]
- España tiene una embajada y consulado-general en Santiago de Chile.[27]

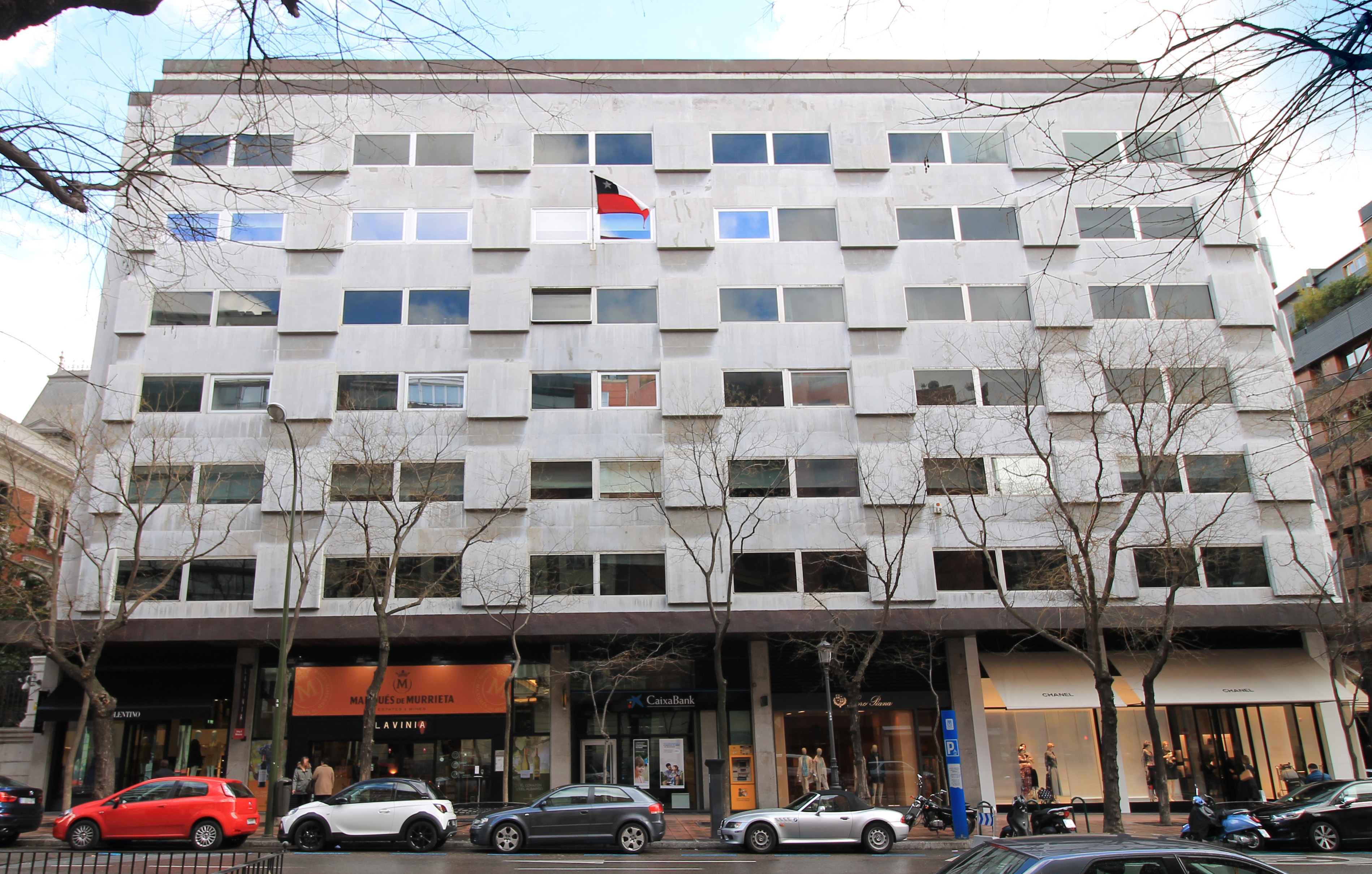
Embajada de Chile en Madrid.
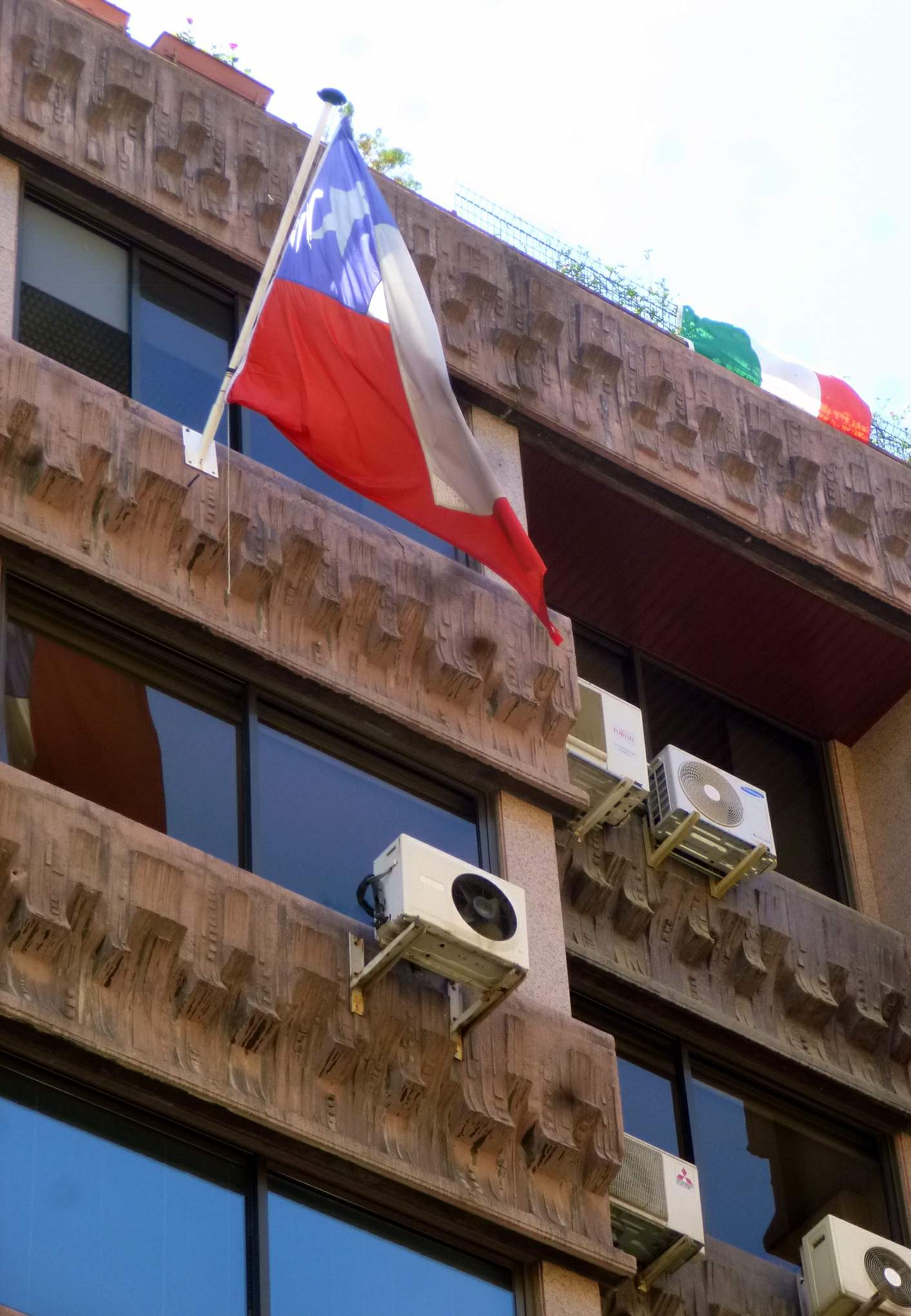
Consulado-General de Chile en Madrid.
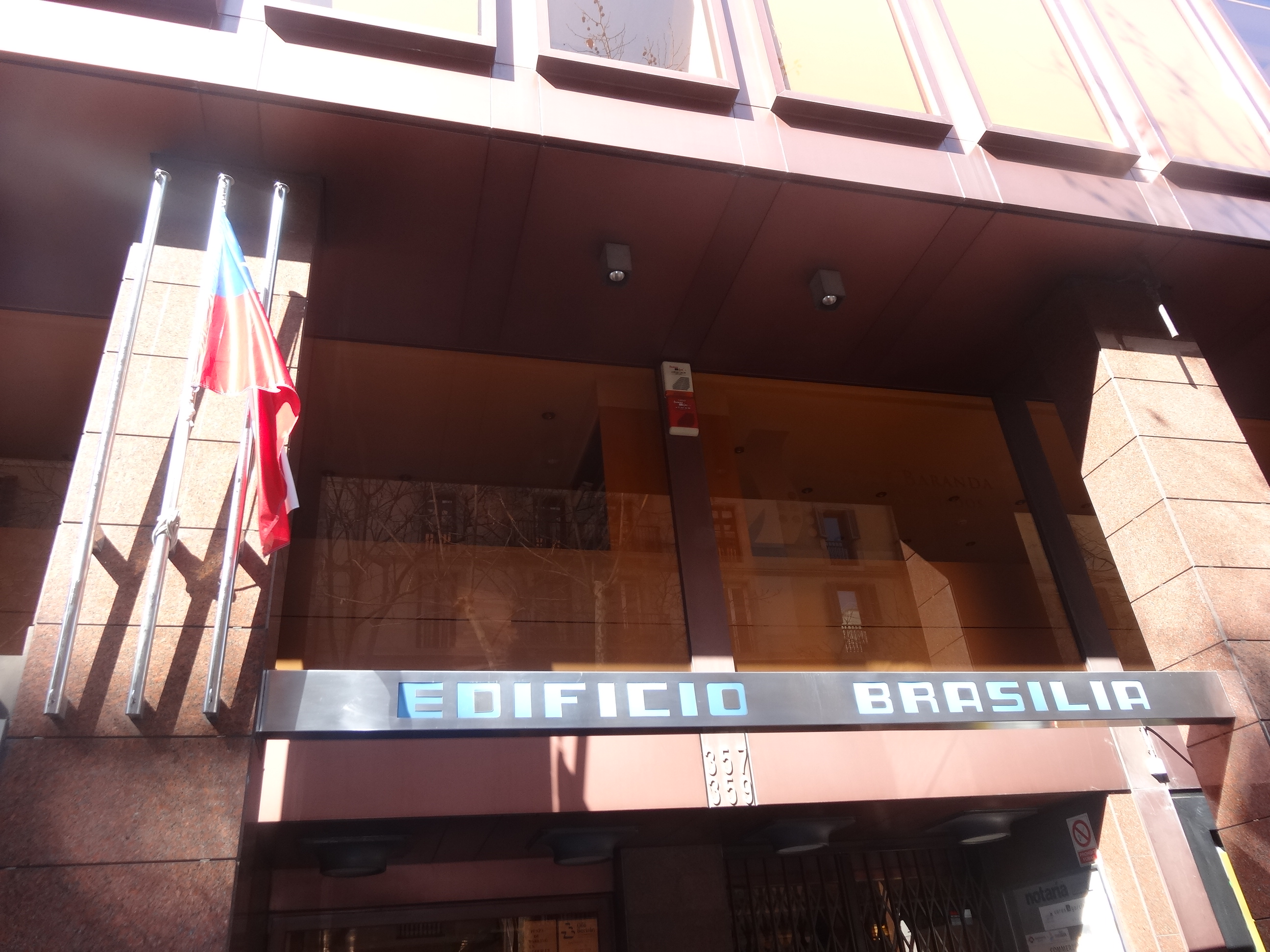
Consulado-general de Chile en Barcelona.

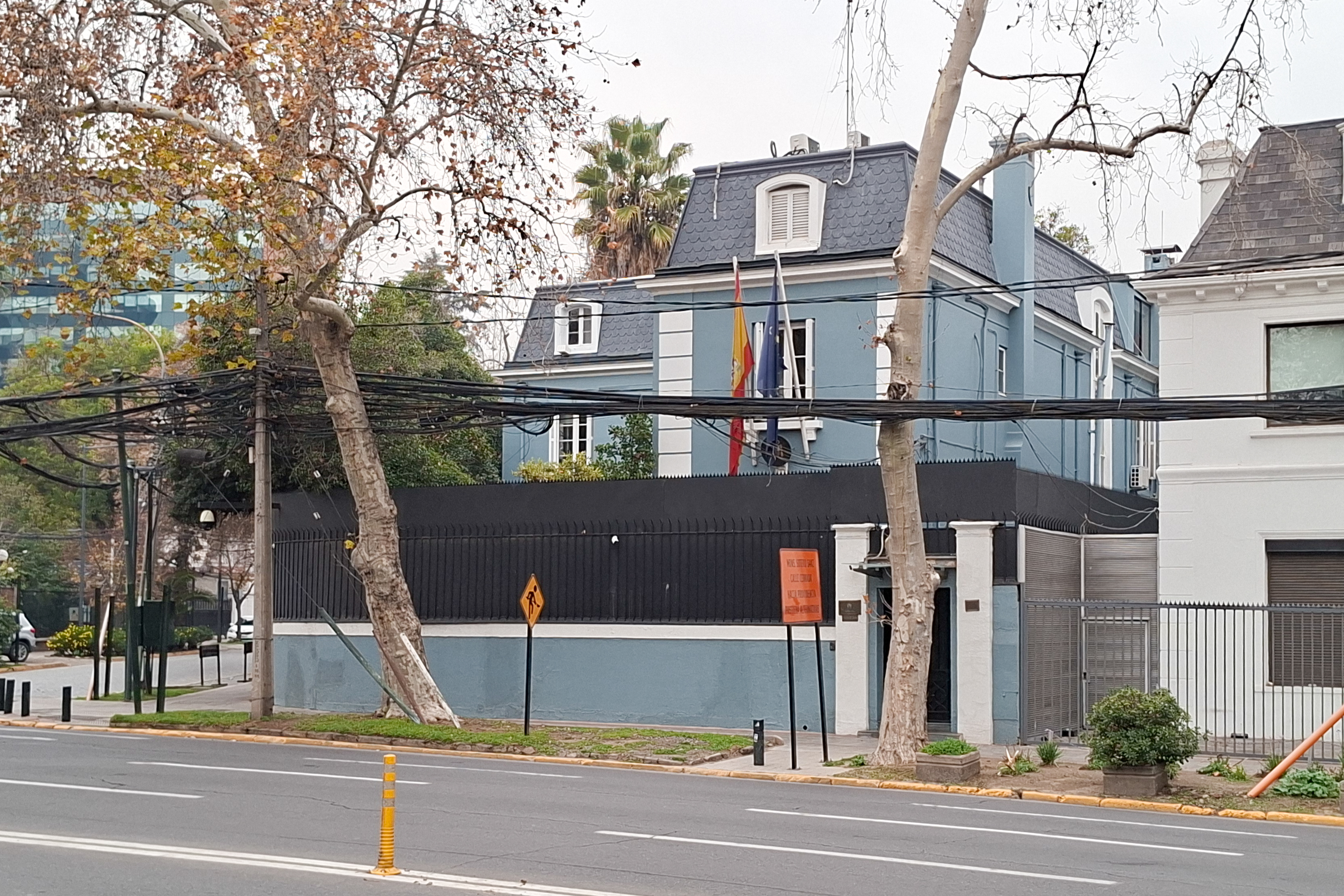
Embajada de España en Santiago de Chile.

### Embajadores de Chile en España

#### Cónsules Generales de Chile en Madrid
- 1886-1891: Luis Cardozo
- 1892-1892: Luis Orrego Luco

Entre 1895 y 1902 el consulado estuvo basado en Barcelona.
- 1902-1907: Ramón Bernales de la Cerda
- 1908-1910: Matías Huelin Müller

#### Cónsules Generales de Chile en Barcelona
- 1895-1901: Pedro Yuste Girona
- 1901-1902: Ramón Bernales de la Cerda
- 1910-1910: Rafael Roig Torres
- 1910-1912: Alfredo Goycoolea Walton
- 1912-1924: Anselmo de la Cruz Labarca[28]
- 1924-1924: Alfredo Goycoolea Walton
- 1924-1931: Anselmo de la Cruz Labarca
- 1933-post. 1935: Tulio Maquieira Flores[29][30][31]
- ¿?-1939: Jorge Larenas Bolton

En agosto de 1939, el consulado general fue trasladado a Madrid.